# СССР на стройке
«СССР на стройке» (укр. СРСР на будівництві; альтернативні назви: «USSR in Construction», «USSR im Bau», «URSS en construction», «URSS en Construcción») — радянський щомісячний ілюстрований журнал новин і пропаганди, що виходив від 1930 до 1941 року, і 1949 року.
Перший номер журналу вийшов під редакцією письменника Максима Горького. Журнал був орієнтований насамперед на іноземну аудиторію і виходив п'ятьма мовами. Спроба поновити видання журналу 1949 року в довоєнному форматі не мала успіху і від 1950 року він став виходити в новому форматі під назвою «Советский Союз» (укр. Радянський Союз).
У жанрі ілюстрованих новинних журналів став попередником американського журналу Life, який почав виходити 1936 року, японського журналу FRONT та інших.
1934 року з «СРСР на будівництві» виділився в самостійне видання журнал «На стройке МТС и совхозов» (укр. На будівництві МТС і радгоспів).

## Редакція
Офіційними головними редакторами в 1930-і роки були Георгій П'ятаков, Валерій Межлаук, Олександр Косарев. Де-факто головним редактором журналу була Євгенія Хаютіна, дружина Миколи Єжова.
До першого складу редколегії увійшли Михайло Кольцов, Федір Конар, Артемій Халатов, Семен Урицький. Окремі номери виходили під редакцією Олександра Родченка, Еля Лисицького та інших працівників редакції. Головним художником був Микола Степанович Трошин (1897—1990).

## Аудиторія
Журнал пропагував будівництво нового суспільства в СРСР і, на думку Михайла Боде, створював у закордонних читачів ідеалізовану картину життя в СРСР. Серед передплатників журналу були Бернард Шоу, Герберт Велз, Джон Голсуорсі, Ромен Роллан та інші представники лівої західної інтелігенції.
За свідченням Едмунда Вілсона, навіть такі переконані антикомуністи як Сідні Гук піддавалися «гіпнозу фотографій тракторів і гідроелектростанцій».

## Оформлення
Художнє оформлення журналу було виконано в стилі конструктивізму. Відмінними рисами оформлення було широке застосування фотомонтажу, сторінки-вставки, використання всього діапазону фотографічної шкали контрастності. Друкувався журнал на ротогравюрному друкарському верстаті.
Окремі видання оформлялися ще вишуканіше. Так, номер, присвячений XVII з'їзду ВКП(б), був загорнутий у шматок тканини стратостата «СССР-1», який встановив новий світовий рекорд висоти польоту 19 кілометрів. 1934 року до випуску журналу додавалась грамплатівка. Випуск журналу, присвячений літаку АНТ-20 «Максим Горький», мав обкладинку з алюмінієвої фольги. 1936 року вийшов номер, присвячений Грузії, в оформленні якого використовувалося сусальне золото.
Над ілюстраціями в журналі працювали фотографи і художники Ель Лисицький, Олександр Родченко і його дружина Варвара Степанова, Роман Кармен, Георгій Петрусов, Борис Ігнатович, Аркадій Шайхет, Євген Халдей, Марк Марков-Грінберг, Макс Альперт, Дмитро Дебабов, Джон Хартфілд і багато інших. Тексти писали Максим Горький, Ісаак Бабель, Михайло Кольцов, Валентин Катаєв, Яків Бєльський, Едуард Тіссе, Сергій Третяков.